# HL Возничего
HL Возничего (лат. HL Aurigae) — тройная звезда в созвездии Возничего на расстоянии приблизительно 1943 световых лет (около 596 парсеков) от Солнца. Видимая звёздная величина звезды — от +11,69m до +10,8m.
Пара первого и второго компонентов — двойная затменная переменная звезда типа Беты Лиры (EB). Орбитальный период — около 0,6225 суток (14,94 часов).

## Характеристики
Первый компонент — жёлто-белая звезда спектрального класса F4 или F1V. Радиус — около 2,53 солнечных, светимость — около 9,793 солнечных. Эффективная температура — около 6792 К.
Второй компонент — жёлтый карлик спектрального класса G9V. Эффективная температура — около 5678 К.
Третий компонент — жёлтая звезда спектрального класса G2.